# Quantité (phonétique)
En phonétique, la quantité est la durée relative d’un phonème.
C'est une unité suprasegmentale. Par extension lexicale, on parle parfois de "quantité syllabique".
Les signes de quantité de l'alphabet phonétique international, [ː] pour l'allongement et [ˑ] pour le  semi-allongement, s'écrivent à droite des symboles des contoïdes et vocoïdes concernés: les graphies [a], [aː] et  [aˑ] notent respectivement une voyelle brève, longue et mi-longue. 
Dans certaines langues, la quantité phonétique d'un phonème a une valeur phonologique ; une consonne longue ([Cː]) se distingue parfois phonologiquement d'une consonne géminée ([CC]).
Le finnois a deux degrés de quantité : une voyelle peut être brève ou longue, et une consonne aussi. L’estonien en a trois degrés  : bref, long, surlong.
Le français n'oppose pas phonologiquement les quantités des consonnes.